# نمودار عددموج–فرکانس
نمودار عددموج-فرکانس (به انگلیسی: wavenumber–frequency diagram) نموداری است که رابطه بین عددموج (فرکانس مکانی) و فرکانس (فرکانس زمانی) پدیده‌های خاص را نشان می‌دهد. معمولاً فرکانس‌ها روی محور عمودی قرار می‌گیرند، در حالی که عددموج‌ها روی محور افقی قرار می‌گیرند.
در علوم جوی، این نمودارها روشی رایج برای تجسم امواج جوی هستند.
در علوم زمین، به‌ویژه تحلیل داده‌های لرزه‌ای، به این نمودارها نمودار f-k نیز گفته می‌شود که در آن چگالی انرژی در یک بازه زمانی معین بر اساس فرکانس برحسب عددموج مشخص می‌شود. از آنها برای بررسی جهت و سرعت ظاهری امواج لرزه‌ای و در طراحی فیلتر سرعت استفاده می‌شود.

## ریشه‌ها
به‌طور کلی رابطه بین طول‌موج {\displaystyle \lambda } ، فرکانس {\displaystyle \nu } و سرعت فاز {\displaystyle v_{p}} یک موج سینوسی است:
{\displaystyle v_{\text{p}}=\lambda \nu }
با استفاده از عدد موج ({\displaystyle k=2\pi /\lambda }) و فرکانس زاویه‌ای ({\displaystyle \omega =2\pi \nu }) نماد، معادله قبلی را می‌توان به صورت زیر بازنویسی کرد
{\displaystyle v_{\text{p}}={\frac {\omega }{k}}}
از طرف دیگر، سرعت گروه برابر با شیب نمودار عددموج-فرکانس است:
{\displaystyle v_{\text{g}}={\frac {\partial \omega }{\partial k}}}
تحلیل چنین روابطی با جزئیات اغلب اطلاعاتی در مورد خواص فیزیکی محیط مانند چگالی، ترکیب و غیره به دست می‌دهد.